# Fort Shelby

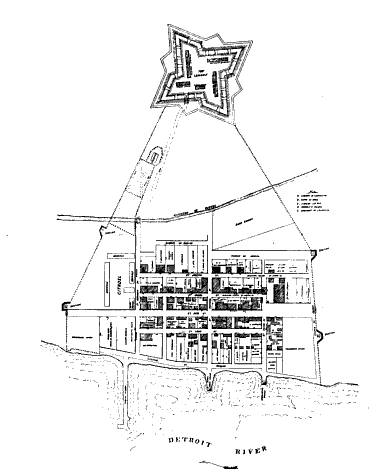
Plan över Fort Shelby.

Fort Shelby var ett brittiskt (1779-1796, 1812-1813) och amerikanskt (1796-1812, 1813-1826) militärt etablissemang beläget där staden Detroit idag ligger.

## Storbritannien
Fortet anlades 1779 av den brittiska armén under namnet Fort Lernoult. Genom Jay-fördraget 1795 avträddes fortet till den amerikanska armén 1796. 

## USA
Sedan stadsbranden 1805 förstört det äldre Fort Detroit fick Fort Lernoult överta dess namn. Under 1812 års krig kapitulerade fortet till britterna. Det återtogs av USA 1813 och döptes då till Fort Shelby. Fortet överlämnades till staden Detroit 1826, som rev det året därpå.